# Lugaru
Lugaru ist ein 3D-Actionspiel, das von Wolfire Games entwickelt wurde. Es stellte das erste kommerzielle Spiel von Wolfire Games dar. Mit Overgrowth wurde 2017 eine Fortsetzung veröffentlicht. Der Name Lugaru entspricht dem Sprachlaut des französischen Wortes „loup-garou“ für „Werwolf“.

## Handlung
Die menschliche Rasse ist ausgestorben. Der Spieler schlüpft in die Rolle eines anthromorphen Hasen, muss sich gegen ein Rudel Wölfe verteidigen und eine Verschwörung in der Monarchie der Hasen aufdecken.

## Technik
Lugaru zählt zu den ersten Spielen, die eine Ragdoll-Engine einsetzten. Die Technologie bei der verschiedene Animationsphasen fließend ineinander übergehen, wurde von David Rosen entwickelt, da er als Indie-Entwickler nicht die Ressourcen hatte, zahlreiche Varianten für die Übergänge zwischen den Schlüsselbildern von Hand zu erstellen. Stattdessen werden diese von der Engine in Echtzeit durch Interpolation berechnet, was flüssige Bewegung ermöglicht.

## Veröffentlichungen
2009 folgte ein Re-Release mit höher aufgelösten Texturen unter dem Namen Lugaru HD. Nach dem Erfolg des Humble-Bundle-Angebotes wurde 2010 der Quelltext der Version für Linux freigegeben. 2017 wurden auch die Spieldateien unter einer Creative-Commons-Lizenz veröffentlicht.

## Rezeption
Laut GamingOnLinux spielt sich Lugaru wie ein dreidimensionales Beat ’em up, hebt sich jedoch von Vorgängern wie Mortal Kombat oder Streetfighter dahingehend ab, dass die Steuerung nur wenige Tasten verwendet und stattdessen sehr von der Bewegung der Spielfigur beeinflusst wird. Die Lernkurve sei steil, die Thematik exzentrisch, aber die Spieltiefe sehr hoch. Für Gamers Daily News sind zwar Grafik und Ton unterdurchschnittlich, das Gameplay sei hingegen einzigartig und dabei zwar einfach in der Handhabung, aber schwer zu meistern. Das Spiel sei einer der besten Indie-Titel seiner Zeit.